# Pietro Stefaneschi
Pietro Stefaneschi (zm. 30 października 1417) − włoski kardynał okresu wielkiej schizmy, reprezentujący najpierw "rzymską", a potem "pizańską" obediencję.
Pochodził z Rzymu z rodziny seniorów Molara. Za pontyfikatu Bonifacego IX został protonotariuszem apostolskim. 12 czerwca 1405 papież Innocenty VII mianował go kardynałem diakonem. Uczestniczył w konklawe 1406, które wybrało Grzegorza XII i został jego wikariuszem w Rzymie. Wkrótce potem opuścił jego obediencję i przyłączył się do Soboru w Pizie. Legat a latere antypapieża Jana XXIII w Neapolu w 1413. W trakcie Soboru w Konstancji sprawował funkcję wikariusza diecezji rzymskiej z miesięcznymi subsydiami w wysokości 400 skudów. Administrator diecezji Nebbio od marca 1415. Zmarł w Rzymie. 